# Paranuss-Effekt
Der Paranuss-Effekt oder Müsli-Effekt tritt in gemischten granularen Medien auf. Dabei finden sich nach mehrfachem Schütteln einer Packung, die Partikel verschiedener Größen enthält, die größten oben.
Der Begriff entstammt dem Alltagsleben: Öffnet man eine Packung Müsli oder gemischte Nüsse, so liegen die größten Nüsse meist obenauf. Da die dicksten Stücke im Müsli in den USA oft Paranüsse sind, wird dieses Phänomen auch als Paranuss-Effekt bezeichnet. Fachsprachlich handelt es sich um eine Entmischung oder Segregation.
Ursächlich für die Entmischung der unterschiedlich großen Bestandteile ist der Transport. Durch die rüttelnde Bewegung entstehen kurzzeitig Hohlräume, in die bevorzugt die kleineren Bestandteile des Müslis rutschen. Die größeren passen nicht hinein, sodass sie effektiv nach oben „wandern“, je länger man schüttelt.
Die genauen Wege der Nüsse hängen von ihrer Dichte, Form und Oberflächenbeschaffenheit sowie der äußeren Bewegung ab (siehe dazu auch Sedimentationsgeschwindigkeit). So kann es auch sein, dass die dicken Nüsse unten liegen. Man spricht dann vom umgekehrten Paranuss-Effekt. Dass eine große Nuss am Boden bleibt, kann zum Beispiel durch die anfängliche Orientierung der Nuss beeinflusst werden.
Der Paranuss-Effekt spielt nicht nur bei Müsli eine Rolle, sondern ist für die Dynamik aller granularen Medien und somit etwa in der Geophysik und Geotechnik in Bezug auf sandige und kiesige Böden von Bedeutung. Der Paranuss-Effekt erklärt die Funktionsweise des Lawinenairbags, der die Überlebenswahrscheinlichkeit von Skitourengeher bei einem Lawinenabgang erhöht.